# Matthys Naiveu

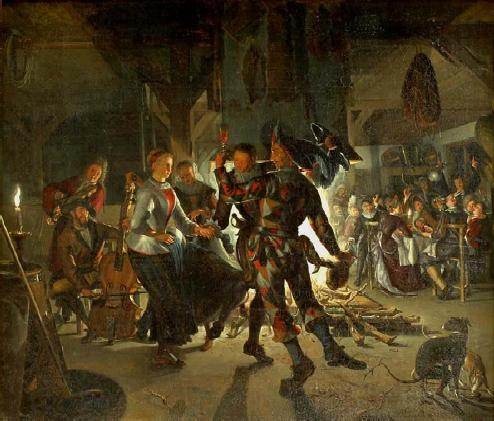
Bohnenkönigsfest (1706).

Matthys Naiveu (getauft 16. April 1647 in Leiden; † um 1721 in Amsterdam) war ein niederländischer Maler.
Matthys Naiveu schuf Genrebilder, Porträts, religiöse Bilder und Stillleben. Das Wissen über Naiveu beruht im Wesentlichen auf den Angaben von Arnold Houbraken. Danach war er erst Schüler des Abraham Toorenvliet und dann des Gerard Dou. 1671 wurde er Mitglied der Lukasgilde von Leiden. 1677 war er Hoofdman (Obmann) seiner Heimatstadt. Im gleichen Jahr siedelte er nach Amsterdam über. Am 9. März 1696 wurde er Bürger von Amsterdam.

## Werke
- Amsterdam Museum (Amsterdams Historisch Museum)
  - Amsterdamer Straßenszene, 1696
  - Genreszene mit Quacksalber, 1696
  - Genreszene mit Schuhmacher.
- Rijksmuseum Amsterdam
  - Der heilige Hieronymus, 1679
  - Theatervorstellung im Freien.
- Museum of Fine Arts, Boston
  - Ein Mädchen und ein Junge spielen mit Seifenblasen.
- Statens Museum for Kunst, Kopenhagen
  - Der heilige Hieronymus.
- Museum De Lakenhal (Stedelijk Museum de Lakenhal), Leiden
  - Besuch im Kindergarten, 1700
  - Besuch beim Tuchhändler, 1709
- Metropolitan Museum of Art, New York
  - Das neugeborene Kind, 1675
- Germanisches Nationalmuseum, Nürnberg
  - Der gehörnte Vater, nach 1700
- Musée du Louvre, Paris
  - Bildnis einer jungen Frau mit Hund, 1678
- Ambtswoning Gouverneur van de Nederlandse Antillen, Willemstad (Curaçao)
  - Junge Frau mit Papagei, 1715
- Verbleib unbekannt
  - Selbstbildnis in einem Fenster, 1670 (am 11. Januar 1996 bei Sotheby’s in London versteigert)
  - Rauchender Mann in einem Hof, 1690 (am 24. April 1995 bei Sotheby’s in New York versteigert)
  - Junge Frau im Fenster schenkt Wein aus, um 1715 (am 24. März 2004 im Dorotheum in Wien versteigert)
  - Junge Frau im Fenster mit Früchten und Austern. (am 18. Oktober 1995 bei Sotheby’s in London versteigert)
  - Interieur mit einer vornehmen Frau und einer Magd die einem Kind die Haare kämmt. (am 30. Januar 1997 bei Sotheby’s in New York versteigert)
  - Vornehmes Paar von Dienern bedient. (am 1. Juli 1997 bei Phillips Son & Neale in London versteigert)
  - Stilleben mit Krug, Zitronen und Austern. (am 3. Juli 1997 bei Christie’s in London versteigert)
  - Die Verzückung des heiligen Antonius. (am 21. Juni 1999 bei Drouot Richelieu in Paris versteigert)
  - Interieur mit vornehmer Gesellschaft. (am 4. Oktober 2000 im Dorotheum in Wien versteigert)
  - Stilleben mit hängenden Weintrauben und Granatapfel.
  - Bildnis eines Mannes. (am 11. Juni 2003 im Dorotheum in Wien versteigert)